# Filix pinnata
Filix pinnata là một loài dương xỉ trong họ Dryopteridaceae. Loài này được Gilib. mô tả khoa học đầu tiên năm 1792.
Danh pháp khoa học của loài này chưa được làm sáng tỏ. 